# Tisler
Tisler ist eine norwegische Inselgruppe in der Kommune Hvaler, die zur Provinz (Fylke) Østfold gehört.
Die Tisler-Schären sind zusammen mit dem östlich gelegenen Herføl und Heia im Südwesten die letzten Inseln vor der schwedischen Grenze im Übergang vom Oslofjord zum Skagerrak. Sie sind unbewohnt. Nur in der Sommerzeit kommen wenige Besucher zu ihren Hütten.